# Joddling
Joddling är en sångstil som framförallt utövas i alpländerna, med det österrikiska förbundslandet Tyrolen som centrum. Joddling grundar sig på snabb växling mellan brösttoner och falsett-toner. Joddling är vanligt inom country.

## I Sverige
Den svenska dansbands, pop- och countrysångerskan Kikki Danielsson är ett exempel på en artist som spelat in sånger med joddling. Även Alice Babs har joddlat i några av sina tidiga sånger.
År 1995 delade Konstnärsnämnden i Stockholm ut Sveriges första och enda joddlarstipendium till sångerskan och artisten Siw-Marie Andersson, som ägnat sig åt den joddling som härskar i alptrakterna. Siw-Marie har joddlat i musikaler, operetter och har dessutom fört in joddling i kyrkor runt om i Sverige.